# Anatoli de Beirut (governador)
Anatoli de Beirut (en llatí Anatolius, en grec Ἀνατόλιος) va ser un magistrat, governador i jurista romà.
Va rebre educació legal a la important escola de juristes de Berytus (Beirut) i aviat va adquirir una gran reputació com a advocat. No s'acontentà i va anar a Roma, on va entrar al servei de l'emperador, on ràpidament li van reconèixer el mèrits i va ser admirat i respectat fins i tot pels seus enemics, guanyant diversos càrrecs i honors. Va esdevenir consularis de Galàcia, i després vicari d'Àsia sota Constantí l'any 339. Apareix com a praefectus praetorio el 346 i el 349, però no s'esmenta el districte si bé sortosament el 359 Ammià Marcel·lí diu que era Prefecte del Illyricum i diu que va morir el 361 exercint aquest càrrec, i se suposa que havia exercit el càrrec des del 346 al 361 probablement sense interrupció.
Aureli Víctor diu que va ser un excel·lent governador, que va acabar amb la usura dels governadors provincials i va portar a terme una reforma brillant, però solitària de l'administració de la província. Existeixen diverses cartes de Libani adreçades a Anatoli, en la seva majoria demanant favors per a alguns amics. Una especialment fa referència al moment de prendre possessió del seu càrrec de governador, on refereix el que va dir a Constantí:
| « | D'ara en endavant, príncep, cap dignitat no protegirà els culpables del càstig. D'ara endavant, ningú que incompleixi les lleis, per molt elevat que pugui ser el seu càrrec civil o militar podrà a marxar amb impunitat | » |

Sembla que va actuar així durant el seu mandat. Foci va conservar un panegíric sobre Anatoli escrit pel sofista Himeri de Prusa, però és més aviat hagiogràfic i poc es pot deduir de la seva la vida i dels seus fets. Libani sembla que insinua que va tractar d'afavorir sempre als seus amics, i que no rebutjava els regals que se li oferien voluntàriament. Els seus detractors l'anomenaven Άρυτρίων, una paraula que ha desconcertat als lexicògrafs però sembla que es referia a alguna cosa relacionada amb el teatre. Va ser pagà en un moment en què tothom s'estava decantant cap al cristianisme, i es diu que quan va entrar a Atenes va visitar els temples dels déus on va fer sacrificis amb gran ostentació.
Es creu que Anatoli era expert en temes de medicina, agricultura i lleis, i sovint és citat a la Geopònica amb els noms d'Anatolius, Vindanius o Vindanianus i Berytius. Va escriure una obra sobre agricultura que sembla que va ser el millor treball sobre el tema, tot i que contenia algunes coses meravelloses i increïbles. L'obra "sobre simpaties i antipaties" (περὶ Συμπαθειῶν καὶ Ἀντιπαθειῶν) s'ha conservat en part, però la seva autoria és discutida. Fabricius en reprodueix fragments.